# HV Huissen
HV Huissen is een handbalvereniging uit het Gelderse Huissen. 

## Geschiedenis
De vereniging vond haar oorsprong binnen de voetbalvereniging Jonge Kracht. Een aantal dames binnen Jonge Kracht wilden zelf ook gaan sporten, terwijl de heren aan het voetballen waren. Handbal werd toendertijd nog op een voetbalveld gespeeld met elf veldspeelsters. Later werd het zeven-handbal ingevoerd en werd zaalhandbal belangrijker.
Uiteindelijk kreeg Huissen in 1968 ook een herenafdeling. Door de jaren heen hebben diverse locatiewijzigingen plaatsgevonden. Huissen is via de veilinghallen, de Rijnhal en het terrein achter de dijk (het huidige Molenwijde) uiteindelijk terechtgekomen in sporthal de Brink voor de binnenwedstrijden, en sportpark Rosendael voor de buitenwedstrijden. De vereniging heeft de volgende namen gedragen: R.K.H.V.V., Jonge Kracht, daarna Handbal Vereniging Huissen, toen H.V. Walner, enkele jaren J.T.W. Huissen, om vervolgens weer terug te keren naar de huidige naam H.V. Huissen.
In 2018 hebben DFS Arnhem en Huissen de handen in een geslagen bij de herenafdeling. Hierdoor speelde DFS in de eredivisie onder de naam van DFS Arnhem/Huissen HV.

## Resultaten
- 2016 6e
Hoofdklasse B
- 2017 5e
Hoofdklasse A
- 2018 5e
Hoofdklasse A
- 2019 5e
Hoofdklasse A
- 2020 6e
Hoofdklasse B
- 2021
Hoofdklasse A
- 2022 1e
Hoofdklasse A

- Hoofdklasse